# Robert Stuart d’Aubigny

Wappen des Robert Stuart, Seigneur d’Aubigny

Robert Stuart d’Aubigny (auch Robert Stewart, * 1470; † März oder April 1544 in Schloss Aubigny) war ein schottischer Adliger aus der Familie Stewart. In französischen Diensten wurde er der vierte Herr von Aubigny und Graf von Beaumont-le-Roger.
Robert war der vierte von fünf Söhnen des John Stewart, 1. Earl of Lennox, aus dessen Ehe mit Margaret Montgomerie. Sein ältester Bruder war Matthew Stewart, 2. Earl of Lennox.
1493 trat er als Offizier in die Schottischen Garde (Garde Écossaise) ein, einer militärischen Einheit in Diensten des französischen Königshauses, die sein Onkel zweiten Grades Bérault Stuart d’Aubigny († 1508) führte. Er nahm 1495 am Ersten und 1499 bis 1504 am Zweiten Feldzug, sowie an den nachfolgenden französischen Feldzügen der Italienischen Kriege teil. 1512 wurde er selbst Kommandeur der Schottische Garde. 1514 wurde er zum Marschall von Frankreich ernannt. Er war Teilnehmer an der Schlacht bei Marignano (1515). In der Schlacht bei Pavia (1525) geriet er, wie König Franz I. in Gefangenschaft.
Um 1499 heiratete er die Tochter des Bérault Stuart d’Aubigny, seine Cousine zweiten Grades Anne Stuart († um 1527). Aus dem Recht seiner Gattin erbte er beim Tod seiner Schwiegereltern deren Titel und Ländereien als Graf von Beaumont-le-Roger, Herr von Aubigny und St. Quentin. Am Schloss La Verrerie ließ er um 1520 einige Ausbauten vornehmen. 
Nach dem Tod seiner ersten Gattin heiratete Robert in zweiter Ehe Jacqueline de la Queuille († 1547/48), Erbtochter des François de la Queuille, über die er Herrschaften La Queuille und Brécy erwarb.
Beide seine Ehen blieben kinderlos. Sein Großneffe Hon. John Stuart (um 1519–1567), ein Sohn seines Neffen John Stewart, 3. Earl of Lennox, heiratete um 1542 die Halbschwester seiner zweiten Gattin, Anne de la Queuille, und wurde sein Nachfolger als Herr von Aubigny.